# Sharpekvote
Sharpekvoten (også sommetider kaldt Sharpe ratioen efter engelsk Sharpe ratio) er et hyppigt anvendt nøgletal indenfor finansiel økonomi, der angiver en finansiel investerings (f.eks. et værdipapirs) risikojusterede afkast. Kvoten er opkaldt efter den amerikanske økonom og Nobelpristager William Forsyth Sharpe.
Mere præcist fremkommer Sharpekvoten ved at beregne merafkastet af en portefølje eller et aktiv i forhold til en risikofri investering over en tidsperiode og sætte dette merafkast i forhold til porteføljens standardafvigelse over den samme periode. Standardafvigelsen er et mål for, hvor meget afkastet fluktuerer over tid, og dermed for risikoen. Resultatet er et tal, der angiver merafkast pr. risikoenhed. Sharpekvoten bliver højere, når afkastet stiger for given risiko, eller når risikoen falder for givet afkast. Sharpekvoten er det mest anvendte mål indenfor finansiering for forholdet mellem afkast og risiko.
Ifølge professor Jesper Rangvid fra Copenhagen Business School vil Sharpekvoten i gennemsnit over en hel konjunkturcyklus ligge på omkring 0,4. Den amerikanske storinvestor Warren Buffett havde fra 1976 til 2017 en Sharpekvote på 0,79, hvilket var det højeste målt over den 40-årige periode for både amerikanske fonde og enkeltaktier.

## Definition
{\displaystyle S_{a}={\frac {E[R_{a}-R_{b}]}{\sigma _{a}}}={\frac {E[R_{a}-R_{b}]}{\sqrt {\mathrm {var} [R_{a}-R_{b}]}}},}
hvor {\displaystyle R_{a}} er aktivets eller porteføljens afkast, {\displaystyle R_{b}} er den risikofri rente, {\displaystyle E[R_{a}-R_{b}]} er den forventede værdi af aktivets merafkast i forhold til den risikofri rente, og {\displaystyle {\sigma _{a}}} er standardafvigelsen for aktivets merafkast. Sharpekvoten kan beregnes både som en ex ante- og som en ex post-værdi.